# 天主教卡萊米-基龍古教區
天主教卡萊米-基龍古教區（拉丁語：Dioecesis Kalemiensis-Kirunguensis）是剛果民主共和國一個羅馬天主教教區，屬盧本巴希總教區。
教區的前身是上剛果宗座監牧區，成立於1887年1月11日，1930年7月19日升為博杜安城代牧區。1959年11月30日升為教區。1972年8月22日易名至今。
教區位於該國東南部加丹加省東北部。2008年有教友660,000人（佔轄區總人口57.1%）、卅三個堂區、八十五名司鐸。目前教區主教席位處於出缺狀態。